# Rosália de Palermo
Santa Rosália, em siciliano "Santa Rusulìa", nascida Rosalia Sinibaldi (1130 — 1160) foi uma nobre virgem de Palermo (Sicília) tornada santa da Igreja Católica. O nome Rosália resulta da contração dos nomes "Rosa" e "Lilia" (Lirium). 
Segundo a tradição católica, pertencia a uma nobre família normanda, descendente de Carlos Magno. Era filha de Sinibaldo, senhor de Quisquina e Rose, na província de Agrigento, então chamada Girgenti. Viveu na corte de Rogério II, até retirar-se como eremita em uma gruta no Monte Pelegrino, nas proximidades de Palermo, onde morreu.
A reverência a Santa Rosália é documentado desde 1196. Promovido pelos Beneditinos, já no século XIII era bastante difundido. É tida como protetora contra doenças infecciosas. 
Segundo as narrações, em 1624 salvou Palermo da peste. Naquele ano, grassava uma terrível epidemia na cidade, quando a santa apareceu em sonho a um caçador e indicou-lhe onde estariam seus restos mortais, ordenando que fossem levados em procissão. O caçador obedeceu e a epidemia cessou. Desde então, seria venerada como santa padroeira de Palermo - "desbancando" Santa Cristina, Santa Olívia, Santa Ninfa e Santa Ágata.

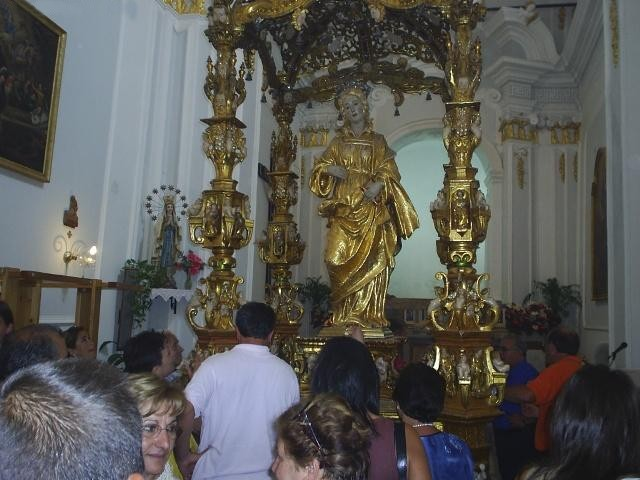
Imagem de Santa Rosália

É chamada "a Santuzza" (a santinha), pelos palermitanos. 
Em 25 de agosto de 1624 , quarenta dias após a descoberta dos ossos, dois pedreiros, enquanto executavam trabalhos junto ao convento dos dominicanos de Santo Estêvão de Quisquina, acharam, numa gruta, uma inscrição latina, muito rudimentar, que dizia: Eu, Rosália Sinibaldi, filha das rosas do Senhor, pelo amor de meu Senhor Jesus Cristo, decidi morar nesta gruta de Quisquina. Confirmando, assim, as tradições orais da época. Um santuário foi edificado na gruta onde seus restos mortais foram encontrados.
Anualmente acontece em Palermo a sua celebração, denominada Festino di Santa Rusulia,   na noite de 14 para 15 de julho, sendo uma grande festa religiosa na cidade. Também no dia 4 de Setembro mantém-se a tradição de caminhar, com os pés descalços, de Palermo até o Monte Pelegrino.